# Энгольжа
Энго́льжа (якут. Өҥөлдьө) — село в Нюрбинском районе Республики Саха (Якутия) России. Административный центр и единственный населённый пункт Мархинского наслега.

## География
Село находится в западной части Якутии, в пределах восточной части Верхневилюйского плато, к западу от реки Марха, на расстоянии примерно 41 км (по прямой) к северу от города Нюрба, административного центра района. Абсолютная высота — 115 м над уровнем моря.
Климат
Климат характеризуется как резко континентальный, с продолжительной морозной зимой и жарким летом. Абсолютный минимум температуры воздуха самого холодного месяца (января) составляет −61 °C; абсолютный максимум самого тёплого месяца (июля) — 40 °C. Среднегодовое количество атмосферных осадков составляет 260—280 мм. Снежный покров держится в течение 210—225 дней в году.
Часовой пояс
Село Энгольжа находится в часовой зоне МСК+6. Смещение применяемого времени относительно UTC составляет +9:00.

## Население
| 2002 | 2010 | 2012 | 2013 | 2014 | 2015 | 2016 |
| ---- | ---- | ---- | ---- | ---- | ---- | ---- |
| 538  | ↗563 | ↘560 | ↘559 | ↘522 | ↘516 | ↘500 |
| 2017 | 2018 | 2019 | 2020 | 2021 |      |      |
| ↗507 | ↗511 | ↘494 | ↘491 | ↘484 |      |      |

Половой состав
По данным Всероссийской переписи населения 2010 года, в гендерной структуре населения мужчины составляли 48,3 %, женщины — соответственно 51,7 %.
Национальный состав
Согласно результатам переписи 2002 года, в национальной структуре населения якуты составляли 79 % из 538 чел.

## Улицы
| - пер. А.А. Софронова, - ул. А.А. Софронова, - ул. Лесная, - пр. Магазинный, - ул. Мархинская, | - ул. Набережная, - ул. Озёрная, - ул. Портовская, - пр. Речной, - пр. Ручейный, | - ул. Сергеляхская, - пр. Станция, - ул. Центральная, - пр. Центральный, - ул. Школьная. |

## Инфраструктура
Действуют средняя общеобразовательная школа, детский сад, фельдшерско-акушерский пункт, культурный центр «Сэргэ» и библиотека.